# Futasujinus candidus
Futasujinus candidus är en insektsart som beskrevs av Matsumura 1914. Futasujinus candidus ingår i släktet Futasujinus och familjen dvärgstritar. Inga underarter finns listade i Catalogue of Life.